# Phaeospora parasitica
Phaeospora parasitica är en lavart som först beskrevs av Elias Lönnrot, och fick sitt nu gällande namn av Arnold. Phaeospora parasitica ingår i släktet Phaeospora, och familjen Verrucariaceae. Arten är reproducerande i Sverige.